# Tom Helmore
Tom Helmore est un acteur anglais, né le 4 janvier 1904 à Londres (Angleterre, Royaume-Uni), mort le 12 septembre 1995 à Longboat Key (Floride, États-Unis).

## Biographie
Tom Helmore débute au cinéma dans son pays natal en 1927, participant à vingt-quatre films britanniques jusqu'en 1940, dont deux réalisés par Alfred Hitchcock. Puis, installé aux États-Unis, il apparaît dans seize films américains, entre 1948 et 1964, notamment Sueurs froides en 1958, l'un de ses plus connus, où il retrouve Hitchcock.
À la télévision, il collabore à vingt-sept séries (dont Alfred Hitchcock présente) et à deux téléfilms, de 1950 à 1972.
Au théâtre, Tom Helmore joue à Broadway (New York), de 1945 à 1966 — et "Off-Broadway" en 1968 —, dans deux comédies musicales (aux deux extrêmes de cette période) et dans dix pièces.

## Filmographie partielle

### Au cinéma
- 1927 : Le Masque de cuir (The Ring) d'Alfred Hitchcock
- 1930 : Leave it to me de George King
- 1932 : The Barton Mystery d'Henry Edwards
- 1936 : Quatre de l'espionnage (Secret Agent) d'Alfred Hitchcock
- 1936 : Le Collier de rubis (Treachery on the High Seas) d'Emil-Edwin Reinert
- 1937 : Merry comes to Town de George King
- 1938 : Paid in Error (en) de Maclean Rogers (en)
- 1948 : Cupidon mène la danse (Three Daring Daughters) de Fred M. Wilcox
- 1949 : La Scène du crime (Scene of the Crime) de Roy Rowland
- 1949 : Malaya de Richard Thorpe
- 1953 : Remarions-nous (Let's do it again) d'Alexander Hall
- 1953 : Un Homme pas comme les autres (Trouble Along the Way), de Michael Curtiz : Harold McCormick
- 1955 : Le Tendre Piège (The Tender Trap) de Charles Walters
- 1955 : Une femme extraordinaire (Lucy Gallant) de Robert Parrish
- 1957 : La Femme modèle (Designing Woman) de Vincente Minnelli
- 1957 : Cette nuit ou jamais (This could be the Night) de Robert Wise
- 1958 : Sueurs froides (Vertigo) d'Alfred Hitchcock
- 1959 : L'Homme dans le filet (The Man in the Net) de Michael Curtiz
- 1959 : J'ai épousé un Français (Count Your Blessings) de Jean Negulesco
- 1960 : La Machine à explorer le temps (The Time Machine) de George Pal
- 1962 : Tempête à Washington (Advise and Consent) d'Otto Preminger

### À la télévision
- 1954 : The Shadow, téléfilm de Charles F. Haas
- 1958 : Série Alfred Hitchcock présente (Alfred Hitchcock presents), Saison 3, épisode 39 Little White Frock ; Saison 4, épisode 9 Murder Me Twice de David Swift
- 1964 : Série Le Jeune Docteur Kildare (Dr. Kildare), Saison 4, épisode 11 The Elusive Dik-Dik
- 1971 : Série Docteur Marcus Welby (Marcus Welby, M.D.), Saison 3, épisode 5 This is Max
- 1972 : Scarecrow, téléfilm de Boris Sagal

## Théâtre (sélection)
Pièces jouées à Broadway, sauf mention contraire
- 1945-1946 : The Day before Spring (en), comédie musicale, musique de Frederick Loewe, lyrics et livret d'Alan Jay Lerner, direction musicale Franz Allers (en) et Maurice Abravanel
- 1948 : You never can tell (en) de George Bernard Shaw, avec Faith Brook, Leo G. Carroll, Ralph Forbes, Frieda Inescort, Nigel Stock
- 1949-1950 : Clutterbuck de Benn W. Levy, avec Ruth Ford
- 1950 : Legend of Sarah de James Gow et Arnaud D'Usseau, avec Marsha Hunt, Joseph Sweeney
- 1951 : The Hight Ground de Charlotte Hastings, mise en scène d'Herman Shumlin, avec Patricia Hitchcock
- 1951 : Love and Let Love de (et mise en scène par) Louis Verneuil, avec Ginger Rogers
- 1954 : The Winner de (et mise en scène par) Elmer Rice
- 1954 : One Eye closed de Justin Sturm, mise en scène de Romney Brent
- 1956 : Debut de Mary Drayton[1], d'après le roman Maria and the Captain d'Isabel Dunn, avec Inger Stevens
- 1963-1964 : Mary, Mary de Jean Kerr, décors d'Oliver Smith, costumes de Theoni V. Aldredge (en remplacement de Michael Rennie, créateur de la pièce en 1961, aux côtés de Barbara Bel Geddes, Barry Nelson, John Cromwell)
- 1965-1966 : The Playroom de Mary Drayton, costumes de Theoni V. Aldredge, avec Bonnie Bedelia, Karen Black
- 1968 : House of Flowers, comédie musicale, musique d'Harold Arlen, lyrics d'Harold Arlen et Truman Capote, livret de Truman Capote (Off-Broadway)